# Pentapantopus
Pentapantopus – wymarły rodzaj stawonogów z gromady kikutnic. Obejmuje tylko jeden opisany gatunek, Pentapantopus vogteli.

## Taksonomia i ewolucja
Rodzaj i gatunek typowy opisane zostały po raz pierwszy w 2013 roku przez Gabriele Kühl, Markusa Poschmanna i Jesa Rusta na łamach „Geological Magazine”. Opisu dokonano na podstawie dwóch datowanych na wczesny esm w dewonie skamieniałości odnalezionych w formacji Kaub na terenie nieczynnego kamieniołomu Obereschenbach koło Bundenbachu w niemieckich górach Hunsrück. Holotyp i paratyp znajdują się na jednej płycie wraz z dwoma mniejszymi kikutnicami i liliowcem. Nazwa rodzajowa pochodzi od greckiego πέντε (pénte), oznaczającego „pięć”, oraz nazwy rzędu Pantopoda. Epitet gatunkowy nadano na cześć Hansa Vogtela, odkrywcy licznych skamieniałości.
Według autorów oryginalnego opisu zredukowany odwłok i pięć par odnóży krocznych wskazują, że Pentapantopus należał najprawdopodobniej do grupy koronnej kikutnic (zwłaszcza ta ostatnia cecha nie jest znana u żadnych ich taksonów uznawanych za bazalne), aczkolwiek spłaszczenie odnóży przywodzi na myśl Nectopantopoda lub Palaeoisopoda, a niekompletność okazu i niejasność co do jego stadia rozwojowego nie pozwala na pewne umieszczenie omawianego rodzaju na drzewie rodowym kikutnic. Według Sabroux i innych argumentacja za przynależnością Pentapantopus do grupy koronnej nie należy do silnych – więcej niż cztery pary odnóży ma tylko dziewięć gatunków współczesnych rozrzuconych po różnych rodzinach, a jako że pełnią one rolę w oddychaniu zwiększenie liczby ich par może stanowić przykład adaptacji konwergentnej, z kolei interpretacja struktury w tyle ciała jako odwłoka nie jest pewna.

## Morfologia
Kikutnica o wydłużonego kształtu ciele długości 12 mm, podzielonym na cefalosomę, tułów i odwłok. Ryjek był długi, skierowany brzusznie, na wierzchołku zaokrąglony i wyposażony w trójkątny otwór gębowy. Pogięty pod ciało sięgał przypuszczalnie do trzeciej pary odnóży krocznych. Dużych rozmiarów szczękoczułki (chelifory) składały się z długiego członu nasadowego, o połowę krótszego członu drugiego oraz szczypiec. Nogogłaszczki umieszczone były na bokach cefalosomy. Nie stwierdzono obecności owigerów. Występowało pięć par odnóży krocznych, z których pierwsza leżała na cefalosomie, a pozostałe na tułowiu. Najkrótsza była para pierwsza. Wszystkie odnóża osadzone były na obrączkowanych wyrostkach bocznych i zbudowane z ośmiu członów oraz pazurka głównego. Przynajmniej człony od uda do przedstopia były lekko spłaszczone, a na grzbietowych krawędziach goleni rozmieszczone były krótkie szczeciny. Odwłok był krótki i pozbawiony segmentacji.

## Paleoekologia
Zwierzę to zamieszkiwało morza. Spłaszczone w częściach odsiebnych odnóża wskazują, że oprócz kroczenia po podłożu potrafiło dość dobrze pływać. Z łupków z Hunsrück znane są również dwa inne rodzaje kikutnic, Palaeoisopus i Flagellopantopus. Okazy Pentapantopus znalezione zostały w towarzystwie dwóch małych, słabo zachowanych kikutnic o trzech parach odnóży, będących stadiami młodocianymi; nie jest jasne czy były to stadia rozwojowe znanych już taksonów dewońskich czy taksonu nieopisanego. Poza tym Pentapantopus towarzyszą skamieniałości liliowca Parisangulocrinus zeaeformis. Mógł on służyć za pokarm kikutnicy czy schronienie dla jej młodszych stadiów rozwojowych.